# Cushing (Nebraska)
Cushing é uma vila localizada no estado americano de Nebraska, no Condado de Howard.

## Demografia
Segundo o censo americano de 2000, a sua população era de 31 habitantes.
Em 2006, foi estimada uma população de 30, um decréscimo de 1 (-3.2%).

## Geografia
De acordo com o United States Census Bureau, a localidade tem uma área de 0,8 km², sem área coberta por água. Cushing localiza-se a aproximadamente 548 m acima do nível do mar.

## Localidades na vizinhança
O diagrama seguinte representa as localidades num raio de 24 km ao redor de Cushing.